# Whittier (Californië)
Whittier is een plaats (city) in de Amerikaanse staat Californië, en valt bestuurlijk gezien onder Los Angeles County.

## Demografie
Bij de volkstelling in 2000 werd het aantal inwoners vastgesteld op 83.680.
In 2006 is het aantal inwoners door het United States Census Bureau geschat op 84.015, een stijging van 335 (0,4%).

## Geografie
Volgens het United States Census Bureau beslaat de plaats een oppervlakte van
37,9 km², geheel bestaande uit land. Whittier ligt op ongeveer 53 meter boven zeeniveau.

## Plaatsen in de nabije omgeving
De onderstaande figuur toont nabijgelegen plaatsen in een straal van 8 km rond Whittier.

## Geboren
- George Allen (1952), gouverneur van Virginia (1994-1998) en senator
- Shirley Babashoff (1957), zwemster
- Eric Stoltz (1961), acteur
- Martika (1969), popartieste
- Tina Yothers (1973), kindster
- Ante Razov (1974), voetballer
- Stacy Ferguson, bijgenaamd Fergie (1975), zangeres
- Kim Rhode (1979), schutter